# جون هارفي (كاتب)
جون هارفي (بالإنجليزية: John Harvey)‏ هو كاتب ومؤلف لقصص الجريمة بريطاني، ولد في 21 ديسمبر 1938 في لندن في المملكة المتحدة.

## وصلات خارجية
- جون هارفي على موقع IMDb (الإنجليزية)